# Евгени Чачев
Евгени Чачев е български политик, министър на регионалното развитие и благоустройството в 84-тото правителство.

## Биография
Роден е на 17 юли 1944 г. в София. Бивш председател е на управителния съвет на Столичната общинска банка и председател на управителния съвет на банка „Биохим“. От май 1997 е заместник-министър, а от декември 1999 до юни 2001 министър на регионалното развитие и благоустройството в правителството на Иван Костов. Депутат от ОДС в XXXIX народно събрание избран от Хасково.
През 2004 е сред депутатите, които се отделят от СДС и образуват парламентарна група на ОДС, а по-късно основават партия Демократи за силна България. През 2005 е избран за депутат от ДСБ в XL народно събрание от 23 МИР в София.
Евгени Чачев е женен и има 2 деца – син и дъщеря.